# Jakob Piil
Jakob Storm Piil (Odense, 3 settembre 1973) è un ex ciclista su strada e pistard danese, professionista dal 1997 al 2007. Aveva caratteristiche di passista veloce.

## Carriera
Sin da dilettante Jakob Piil partecipa, oltre alle corse su strada, anche a numerose sei giorni su pista. Nel 1997 passa professionista con la RDM-Asfra-Sitra di Willy Teirlinck, per poi vestire per sette stagioni, dal 2000 al 2006, la divisa del team di Bjarne Riis, la CSC. Nel corso della carriera riesce, grazie alle doti di scattista, a cogliere in tutto una ventina di successi su strada, tra cui la Parigi-Tours 2002 e una tappa al Tour de France 2003.
A questi risultati vanno aggiunti, su pista, due sei giorni, una a Grenoble e una a Copenaghen, un campionato nazionale danese e una medaglia d'argento nell'americana ai Campionati del mondo del 1999 a Berlino, in coppia con Jimmi Madsen.

## Palmarès

### Strada
- 1995

2ª tappa Cinturón Ciclista Internacional a Mallorca
5ª tappa Cinturón Ciclista Internacional a Mallorca
- 1999

First Union Invitational
Wachovia USPro Championships
2ª tappa Postgirot Open (Skövde)
Classifica generale Postgirot Open
- 2001

Grand Prix d'Ouverture La Marseillaise
3ª tappa Corsa della Pace (Kłodzko)
7ª tappa Corsa della Pace (Zwickau)
Classifica generale Corsa della Pace
Campionati danesi, Prova in linea
Grand Prix Herning
- 2002

5ª tappa Corsa della Pace (Riesa)
1ª tappa Giro di Danimarca (Sønderborg)
Classifica generale Giro di Danimarca
Parigi-Tours
- 2003

CSC Classic
Lancaster Classic
10ª tappa Tour de France (Marsiglia)

#### Altri successi
- 1997

Nordisk Mesterskab, Cronometro a squadre (con Knudsen, Madsen, Gram Nielsen, Ørsted e Petersen)
- 1998

Criterium di Skive
- 2000

Criterium di Nyborg
Campionati danesi, Cronometro a squadre (con Nicolai Bo Larsen e Jesper Skibby)
- 2001

Criterium di Copenaghen
Criterium di Charlottenlund
Criterium di Herning
- 2002

Criterium di Allerød
- 2006

1ª tappa, 2ª semitappa, Settimana Ciclistica Internazionale (Misano Adriatico, Cronosquadre)

### Pista
- 1994

Campionati danesi, Inseguimento a squadre (con Pascal Carrara, Rud Jacobsson, Klaus Kynde e Jesper Verdi)
Campionati danesi, Corsa a punti
Nordisk Mesterskab, Inseguimento a squadre (con Rud Jacobsson, Klaus Kynde e Michael Steen Nielsen)
- 1995

Campionati danesi, Americana (con Lars Otto Olsen)
Nordisk Mesterskab, Inseguimento a squadre (con Tayeb Braikia, Ronny Lerche, Michael Steen Nielsen e Lars Otto Olsen)
- 1996

Nordisk Mesterskab, Inseguimento a squadre (con Tayeb Braikia, Michael Sandstød e Jens Veggerby)
- 1997

Campionati danesi, Americana (con Michael Sandstød)
Nordisk Mesterskab, Inseguimento individuale
Nordisk Mesterskab, Corsa a punti
Sei giorni di Grenoble (con Tayeb Braikia)
- 1998

Campionati danesi, Inseguimento a squadre (con Tayeb Braikia, Jimmi Madsen e Kim Marcussen)
- 2000

Campionati danesi, Americana (con Jimmi Madsen)
- 2005

Sei giorni di Copenaghen (con Jimmi Madsen)